# Euplectrus edithae
Euplectrus edithae är en stekelart som beskrevs av Schauff 2001. Euplectrus edithae ingår i släktet Euplectrus och familjen finglanssteklar.
Artens utbredningsområde är Costa Rica. Inga underarter finns listade i Catalogue of Life.